# Krylow-Zerlegung
In der numerischen Mathematik ist eine Krylow-Zerlegung (nach Alexei Nikolajewitsch Krylow) eine Matrixgleichung der folgenden Gestalt:
{\displaystyle AQ_{k}=Q_{k+1}{\underline {C}}_{k}=Q_{k}C_{k}+q_{k+1}c_{k+1,k}e_{k}^{T},}
wobei {\displaystyle A\in \mathbb {C} ^{n\times n}} eine quadratische Matrix ist, {\displaystyle Q_{k+1}=\left(Q_{k},q_{k+1}\right)\in \mathbb {C} ^{n\times (k+1)}} als Spalten die Basisvektoren eines Krylowraumes enthält und {\displaystyle C_{k}\in \mathbb {C} ^{k\times k}} eine (im Allgemeinen unreduzierte) Hessenbergmatrix ist. Ferner bezeichnet {\displaystyle e_{k}\in \mathbb {C} ^{k}} den k-ten kanonischen Einheitsvektor und {\displaystyle {\underline {C}}_{k}\in \mathbb {C} ^{(k+1)\times k}} ist eine um eine unten angefügte Zeile erweiterte Hessenbergmatrix, wobei nur das letzte Element dieser Zeile ungleich Null ist.
Diese Krylow-Zerlegungen treten in natürlicher Weise bei der algorithmischen Beschreibung von Krylow-Unterraum-Verfahren auf. Der Begriff wurde von Pete Stewart geprägt.